# Damian Bryl

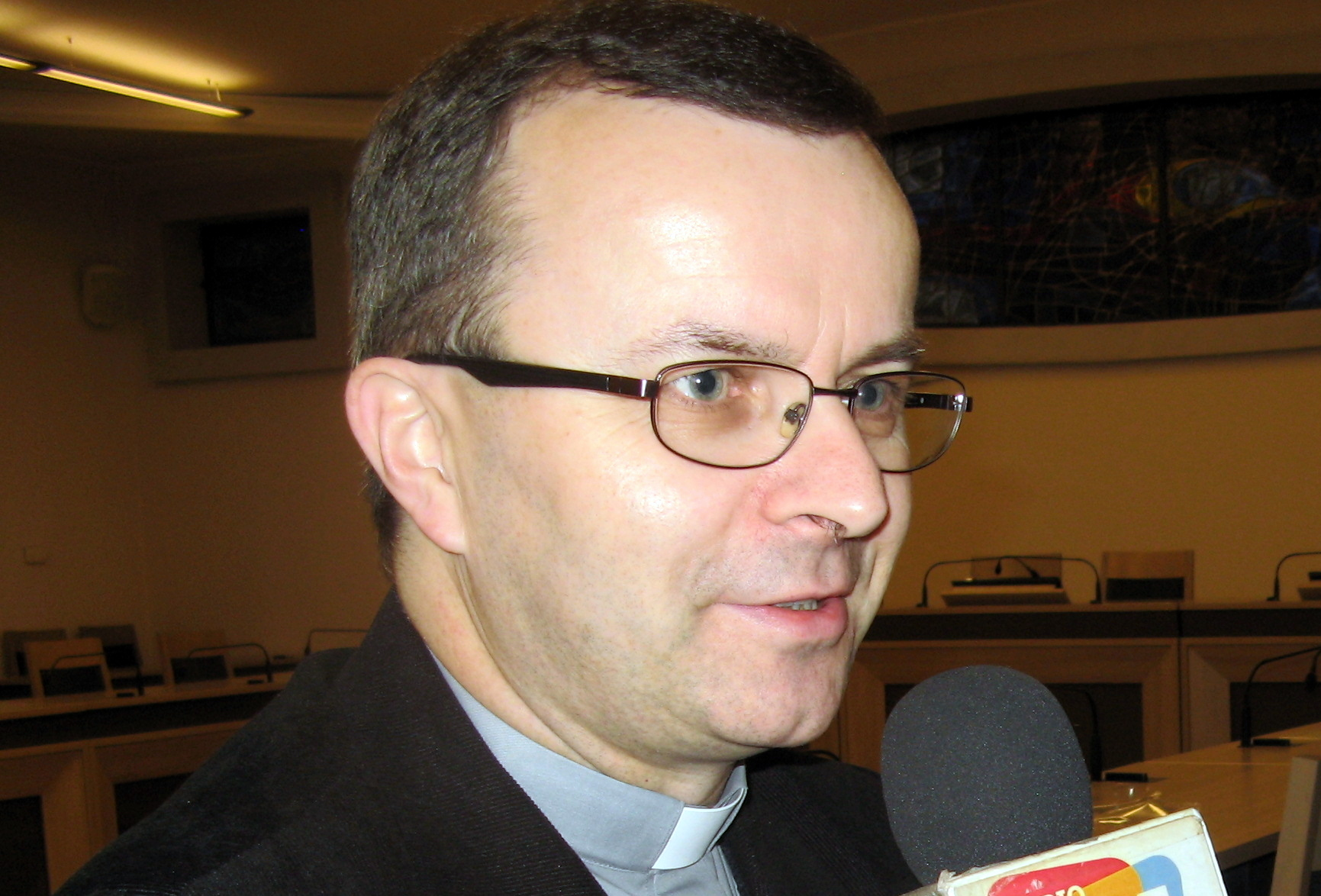
Bischof Damian Bryl (2016)

Wappen von Damian Bryl

Damian Bryl (* 10. Februar 1969 in Jarocin) ist ein polnischer Geistlicher und römisch-katholischer Bischof von Kalisz.

## Leben
Bryl trat 1988 in das Priesterseminar von Posen ein und studierte Philosophie und Theologie. Am 26. Mai 1994 empfing er die Priesterweihe durch Jerzy Stroba, den Erzbischof von Posen. Nach seiner Priesterweihe war er in der Seelsorge in Środa Wielkopolska tätig. Zu dieser Zeit absolvierte er parallel ein theologisches Studium an der Päpstlichen Theologischen Fakultät in Posen. Von 1996 bis 1999 befasste er sich in einem Doktoratsstudium an der Universität Navarra mit der Spiritualität von Laien. Seine Dissertation befasste sich mit der Indole secularis über die Spiritualität von Laien in der Lehre von Johannes Paul II. Er war anschließend stellvertretender Chefredakteur und von 2000 bis 2006 Chefredakteur der Zeitschrift „Katecheta“. Zudem war er zwei Jahre lang als Seelsorger sowie Beichtvater und geistlicher Leiter der Seminaristen im Priesterseminar in Posen tätig. 2001 wurde er Spiritual des erzbischöflichen Seminars in Posen. Von 2006 bis 2010 arbeitete er als Professor an der Theologischen Fakultät der Adam-Mickiewicz-Universität  in Posen. 2009 wurde er zum stellvertretenden Vorsitzenden und 2011 zum Vorsitzenden der Abteilung für geistliche Leiter der Diözesan- und Religionsseminare gewählt. 2010 wurde er zum Ehrenkanoniker des Domkapitels in Posen ernannt.
Papst Franziskus ernannte Damian Bryl am 13. Juli 2013 zum Weihbischof in Posen und zum Titularbischof von Suliana. Die Bischofsweihe spendete ihm am 8. September desselben Jahres Stanisław Gądecki, Erzbischof von Posen, im Posener Dom. Mitkonsekratoren waren Celestino Migliore, Apostolischer Nuntius in Polen, und Zdzisław Fortuniak, Weihbischof in Posen. Sein bischöflicher Wahlspruch ist „Caritas Christi urget nos“ (Christi Liebe drängt uns).
In der Polnischen Bischofskonferenz gehört Bryl dem Familienrat, der Kommission für den Klerus sowie der Kommission für das katholische Bildungswesen an. 2020 wurde Damian Bryl während der 386. Plenarsitzung der polnischen Bischofskonferenz zum Mitglied des Ständigen Rates des Episkopats gewählt.
Am 25. Januar 2021 ernannte ihn Papst Franziskus zum Bischof von Kalisz. Seine Amtseinführung erfolgte am 11. Februar desselben Jahres.

## Schriften
- Bogu chwała Modlitewnik dla dorosłych, Swiety Wojciech 2008, ISBN 978-83-7516-159-5
- Bliżej Boga. Modlitewnik rodzinny (okładka brązowa), Swiety Wojciech 2009, ISBN 978-83-7516-206-6
- Kocham Cie Jezu Pamiatka Pierwszej Komunii niebieska, Swiety Wojciech 2017, ISBN 978-83-8065-161-6
- Kocham Cie Jezu Pamiatka Pierwszej Komunii Swietej, Swiety Wojciech 2017, ISBN 978-83-8065-160-9
- Mój dobry Ojcze Pamiatka Pierwszej Komunii Swietej, Swiety Wojciech 2018, ISBN 978-83-8065-259-0